# Паульс, Рольф
Рольф Фридеман Паульс (нем. Rolf Friedemann Pauls; 26 августа 1915, Эккартсберга — 4 мая 2002, Бонн) — германский кадровый военнослужащий, майор вермахта, а впоследствии доктор права и западногерманский дипломат. Посол ФРГ в Израиле (1965—1968), США (1968—1973) и КНР (1973—1976).

## Биография
Родился в 1915 году в Эккартсберге (провинция Саксония) в семье протестантского пастора, в будущем — суперинтендента Гарделегена и Альтмарка и деятеля Виттенбергского союза (организации-предшественницы Исповедующей церкви). С 1925 по 1934 год учился в кафедральной школе Наумбурга. По её окончании поступил как пехотный офицер на военную службу, на которой оставался до 1945 года. Участвовал во Второй мировой войне. Во время Французской кампании служил полковым адъютантом, затем ординарцем Ханса Шпайделя. После начала военных действий в СССР направлен туда командиром роты, получил тяжёлое ранение и потерял левую руку. В 1942 году в штате военного атташе в Анкаре, затем получил подготовку на курсах Генерального штаба. Согласно свидетельству Шпайделя, Паульс принимал участие в подготовке покушения на Гитлера 20 июля 1944 года, но после провала соратники по заговору его не выдали и он сумел избежать ареста. Окончил войну в звании майора вермахта, награждён Рыцарским крестом.
С 1945 по 1949 год изучал юриспруденцию, получил степень доктора права (Гамбургский университет, 1950). В 1949—1951 годах сотрудник секретариата Парламентского совета и контактной группы при Союзной верховной комиссии для Германии и ведомстве федерального канцлера. В 1951 году вице-консул в Люксембурге. С 1952 по 1956 год личный помощник статс-секретаря министерства иностранных дел ФРГ Вальтера Хальштейна. В 1956—1960 годах советник и глава политического департамента посольства ФРГ в Вашингтоне, в 1960—1963 годах заместитель посла ФРГ в Греции. С 1963 по 1965 год возглавлял отдел политики торговли и развития в министерстве иностранных дел.
В 1965 году, после установления дипломатических отношений, стал первым послом своей страны в Израиле. Церемония вручения верительных грамот в Иерусалиме вызвала масштабные протесты граждан Израиля, переживших Холокост. Однако после Шестидневной войны, когда ФРГ продемонстрировала поддержку Израиля, отношение к послу изменилось к лучшему.
В январе 1969 года стал послом ФРГ в США. Оставался в этой должности до 1973 года, когда получил назначение на пост посла ФРГ в КНР. Представлял свою страну в Китае до 1976 года, затем с 1976 по 1980 год был постоянным представителем ФРГ в штаб-квартире НАТО в Брюсселе. Удостоен звания почётного доктора права от Иллинойсского колледжа (Джэксонвилл).
С 1951 года состоял в браке с Лило Серло, в котором родились трое сыновей. Скончался в мае 2002 года в Бонне.